# Schwarzschnabel-Oliventaube
Die Schwarzschnabel-Oliventaube oder Rhododendrontaube (Columba hodgsonii) ist eine mittelgroße und kräftig gebaute Art der Taubenvögel, die in Asien vorkommt und dort vorwiegend Regionen im Himalaya besiedelt. Die IUCN stuft die Schwarzschnabel-Oliventaube als eine in ihrem Bestand ungefährdete (least concern) Art ein. Es werden keine Unterarten unterschieden.

## Erscheinungsbild

### Körpermaße und unbefiederte Körperpartien
Die Schwarzschnabel-Oliventaube erreicht eine Körperlänge von 35 bis 38,8 Zentimetern und ist damit geringfügig größer als eine Ringeltaube. Auf das Schwanzgefieder entfallen 12,6 bis 14 Zentimeter, ee ist damit im Vergleich zur Körperlänge etwas länger als bei der Ringeltaube. Die Flügellänge beträgt 23,2 bis 23,9 Zentimeter. Der Schnabel ist 1,2 bis 1,8 Zentimeter lang. Daten zum Gewicht sind in der Fachliteratur nicht vermerkt.
Der Schnabel ist schwarz mit einer dunkel rotbraunen Basis. Die Iris ist weißgrau, der Orbitalring ist grau. Die Füße und Beine sind schwärzlich mit gelben Krallen.

### Adulte Vögel
Männchen haben einen silbergrauen Kopf, die versteiften Federn an den Halsseiten sind schwarz mit silbergrauen Spitzen. Der Mantel ist kastanienbraun, wobei einige der Federn nahe dem Hals graue Flecken auf den Außenfahnen aufweisen. Die großen Flügeldecken sind blaugrau mit weißen Federsäumen, die unterschiedlich stark ausgeprägt sein können. Die kleinen Flügeldecken sind dunkel rotbraun mit weißen Flecken auf den Außenfahnen. Die Schwungfedern sind schwarzbraun.
Der Rücken und der Bürzel sind schiefergrau und gehen in eine dunkelgraue Oberschwanzdecke über. Das Schwanzgefieder ist schwarz.
Die Kehle ist blaugrau, die Brust hat die gleiche Grundfarbe, ist aber mauvefarben überwaschen, die basalen Hälften der einzelnen Federn sind dunkel rotbraun. Der Bauch ist dunkel rotbraun mit schmalen, eher unauffälligen grauen Säumen entlang der Innen- und Außenhafen. Die Unterschwanzdecken sind dunkelgrau.
Weibchen ähneln den Männchen, der Mantel und die kleinen Flügeldecken, die beim Männchen rotbraun sind, sind bei ihnen jedoch dunkel schiefergrau. Der Bauch ist bei ihnen erdbraun.

### Jungvögel
Jungvögel ähneln den Weibchen, der Kopf ist allerdings bei ihnen bräunlicher. Die weißen Flecken auf den Flügeldecken fehlen weitgehend, lediglich die Außenfahnen der einzelnen Federn sind schmal weiß gesäumt. Die Kehle ist weißlich grau. Die Körperunterseite ist erdbraun mit grauen bis grauweißen Federsäumen.

## Verwechslungsmöglichkeiten
Im Verbreitungsgebiet der Schwarzschnabel-Oliventaube kommen mehrere andere Taubenarten vor, mit der sie verwechselt werden kann. Stadttauben sind im Verbreitungsgebiet und im Lebensraum der Schwarzschnabel-Oliventaube selten, es gibt jedoch Farbschläge, die dieser Wildtaubenart ähneln können. Grundsätzlich sind Stadttauben kleiner, haben einen kürzeren Schwanz, eine kompakteren Körperbau und rötliche Beine und Füße. Die Himalayataube hat ein dunkles Körpergefieder und einen hellen Kopf. Es fehlen außerdem die Flecken auf den Flügeldecken. Auch die Himalayataube hat rote Füße und Beine, die Schnabelspitze ist außerdem bei dieser Art aufgehellt. Die Kupfertaube ist ebenfalls eine dunkel gefiederte Taube, hat aber eine mit dem übrigen Gefieder kontrastierende graue Kappe. Die Körperunterseite ist zimtfarben; es fehlt die graue Kehle, die für die Schwarzschnabel-Oliventaube charakteristisch ist. Sie ist außerdem selten oberhalb von 800 Höhenmetern anzutreffen. Die Gebirgsfruchttaube ist dagegen deutlich größer als die Schwarzschnabel-Oliventaube und hat einen hellen Kopf und Bauch sowie helle Unterschwanzdecken.

## Verbreitungsgebiet und Lebensraum
Das Verbreitungsgebiet der Schwarzschnabel-Oliventaube erstreckt sich über den Himalaya. Die östliche Verbreitungsgrenze liegt in Kaschmir und verläuft weiter über Nepal und Burma. In China reicht das Verbreitungsgebiet bis in den Süden von Gansu, den Westen von Sichuan sowie Yunnan. Die Art kommt auch in Myanmar vor. Im Winterhalbjahr kommen Schwarzschnabel-Oliventauben auch im Nordwesten von Thailand und im Nordwesten von Laos vor. Sie ist im gesamten Verbreitungsgebiet keine häufige Taubenart.
Der Lebensraum sind dichte Bergwälder der gemäßigten, subtropischen und tropischen Klimazone in Höhenlagen zwischen 1400 und 4000 Metern. Schwarzschnabel-Oliventauben kommen gelegentlich auf Agrarflächen vor, wo sie nach Getreide suchen. Sie entfernen sich jedoch selten weit von den Waldgebieten.

## Lebensweise
Die Lebensweise der Schwarzschnabel-Oliventaube ist bislang wenig erforscht. Sie findet ihre Nahrung überwiegend in Baumkronen, wo sie kleine Früchte und Eicheln direkt von den Zweigen pickt. Sie besucht gelegentlich aber auch Stoppelfelder, um dort nach Getreidekörnern zu suchen. Sie ist im größten Teil ihres Verbreitungsgebietes ein Standvogel, sie wandert gelegentlich jedoch bis in den Norden von Thailand. Die Brutzeit beginnt im Februar. Ihr Nest ist eine taubentypische Plattform aus Zweigen, die auf einem waagerechten Ast in drei bis acht Metern Höhe errichtet wird. Das Gelege besteht aus einem einzelnen Ei. Brut- und Nestlingszeit sind bislang nicht bekannt.